# Giuseppe Cavo Dragone
Pour les articles homonymes, voir Dragone.
Giuseppe Cavo Dragone, né à Arquata Scrivia le 28 février 1957, est un officier de marine italien, chef d'état-major de la marine.

## Biographie
Giuseppe Cavo Dragone a servi comme pilote d'hélicoptère avant de passer aux jets. 
En 2008, il a été nommé commandant du commandement des forces spéciales de la marine italienne (COMSUBIN) avant d'être nommé surintendant de l'Académie navale italienne en 2011. Il a été nommé commandant du quartier général des opérations des forces spéciales conjointes italiennes à compter du 3 novembre 2014. Le 21 juin 2019, il remplace l'amiral Valter Girardelli en tant que chef d'état-major de la marine.
Le 1er octobre 2021, il devient chef d'état major de l'Armée italienne.
En septembre 2023 Giuseppe Cavo Dragone est nommé à la tête du Commandement militaire de l'OTAN.

## Décorations

### Décorations italiennes
- Grand-croix de l'ordre du Mérite de la République italienne
- Grand-croix de l'Ordre sacré et militaire constantinien de Saint-Georges
- Croix militaire pour le service
- Médaille du Mérite militaire
- Médaille de la Mauricie
- Médaille militaire pour le mérite de commandement de longue durée
- Médaille de l'ordre du mérite naval
- Médaille d'argent pour la marine de longue navigation
- Médaille aéronautique militaire pour la navigation aérienne longue distance
- Médaille commémorative pour le personnel de la Marine engagé dans le Golfe Persique
- Croix commémorant les opérations en Afghanistan
- Médaille d'or du mérite de la Croix-Rouge italienne
- Médaille du mérite de l'état-major général de la défense

### Décorations étrangères
- Médaille d'or du sport militaire (Allemagne)
- Commandeur de la Légion d'honneur (France, 2024 ; officier en 2022)[6]
- Médaille de service en ex-Yougoslavie (OTAN)
- Médaille du service de la Politique européenne de sécurité et de défense (OTAN)
- Chevalier de l'ordre de l'Étoile de Roumanie